# Дубровенський замок
Дубро́венський за́мок — колишній замок, який існував у 16 — 18 ст. у Дубровному на березі Дніпра. Складався з верхнього та нижнього замків. Комплекс не зберігся.

## Історія
У 1593 р. через Дубровно проїжджав посол австрійського імператора Микола Варкач, який залишив короткий опис: «Дубровно — це місто і в цьому місці останній прикордонний замок проти московитів. Місто лежить на Дніпрі, а з іншого боку замку тече річка Дубровник. Цей замок широкий по колу, лише весь дерев'яний».
У 1654 р. під час війни між Росією та Річчю Посполитою, після тривалої облоги (червень — жовтень) Дубровно було окуповане московськими військами. Ще до взяття міста цар Олексій Михайлович давав вказівки воєводі князю Черкаському: «Как город Дубровно здастца, и… шляхты лучших людей выбрав, прислать к государю,… а остальную шляхту велеть послать на Тулу, а мещан и уездных людей раздать ратным людям семьями, а город Дубровно выжечь». Цей наказ було виконано: 17 жовтня замок був спалений, полонені дворяни із заручників, а також 30 родин найкращих міщан вивезені до царської ставки в Смоленську.
У 1731 році, згідно з інвентарем, Верхній та Нижній Дубровенські замки майже втратили своє оборонне значення, хоча після Північної війни були відновлені.

## Архітектура
Неодноразово перебудовувався. У першій половині XVIII ст. дерев'яний замок-палацовий комплекс оточений ровом, укріпленим земляним валом, на якому були дерев'яні оборонні стіни. Двоярусні ворота, завершені гонтовим шатром з мостом через рів, з'єднували замок із містом. У нижньому ярусі з боків проходу розміщувались в'язниця і кордегардія, у верхньому — кімната з галереєю. У центрі замку стояли старий і новий палаци, з'єднані доріжкою з балок із невеликим містком через ставок (у центрі мосту була своєрідна платформа у вигляді балкона, огороджена ажурним парапетом з точеними балясинами).

### Старий палац
Старий палац (побудований у XVII ст.) являє собою одноповерхову прямокутну будівлю, покриту ґонтовим дахом. По обидва боки залу, розташованого в його центрі, було згруповано чотири вітальні та два алькери. Фасад Дніпра прикрашала галерея з балюстрадою.

### Новий палац
Новий палац (побудований у 1720-х роках — двоповерхова прямокутна в плані будівля, що складається з центральної частини із залом на першому поверсі та великим залом на другому, завершеному окремим ґонтовим дахом) та двома бічними крилами (праворуч — чотири вітальні та кабінет, ліворуч — їдальня та дві вітальні). Він був накритий складним ґонтовим дахом із шістьма мансардами. Планування анфіладне. У кімнатах стояли грубки з біло-зеленої глазурованої кахлі. Вікна в олов'яних рамах.